# Emmanuel Marie Louis de Noailles
Emmanuel Marie Louis de Noailles (* 12. Dezember 1743 in Paris; † September 1822 in Maintenon) war ein französischer Diplomat.

Wappen de Noailles' als Graf in der napoleonischen Noblesse impériale

Emmanuel Marie Louis entstammte dem Haus Noailles. Er war zweiter Sohn von Herzog Louis de Noailles (1713–1793); der Naturforscher Paul-François de Noailles (1739–1824) war sein älterer Bruder. Im Dezember 1762 wurde er zum Statthalter von Vannes ernannt, entschied sich aber für eine diplomatische Laufbahn. Unter König Ludwig XV. diente er als Gesandter bei den Hansestädten von 1768 bis 1770, als Gesandter in den Niederlanden 1771 bis 1775, als Botschafter im Vereinigten Königreich 1776 bis 1783, und als Botschafter in Österreich 1783 bis 1792.